# Nestor (släkte)
Nestor är ett släkte papegojfåglar som endast återfinns på Nya Zeeland och där fyra taxa är kända varav en, Norfolkkaka (N. productus) är utdöd. De andra tre är kea (N. notabilis) och de två underarterna N. m. meridionalis och N. m. septentrionalis av arten kaka.